# 大賀広幸
大賀 広幸（おおが ひろゆき、1967年3月22日 - ）は、山口県出身の競艇選手。登録番号3427。身長162cm。血液型B型。65期。山口支部所属。同期に寺田千恵、柏野幸二、宮武英司、吉田徳夫らがいる。

## 来歴
- 1993年10月27日、下関競艇場にて「G1施設改善記念」で優勝。[2]
- 1997年1月28日、唐津競艇場にて「G1第43回全日本王者決定戦」で優勝。[3][4]
- 1998年2月11日、下関競艇場にて「G1第41回中国地区選手権競走」で優勝。[5]